# Мирис
Мирис или испарљивост је својство супстанце која сама или у смеши с другим састојцима делује на човеково чуло мириса. По правилу, свака испарљива супстанца има карактеристичан мирис. Мирис се испитује крајње опрезно, увек индиректно лаганим покретом руке изнад епрувете. Никада се отвор епрувете или посуде са супстанцом не приноси носу.
Термином мирис се понекад обухватају супстанце или смеше које пријатно делују на чуло мириса. Главне компоненте мириса су етерична уља. Мирисе не треба мешати с парфемом који је готов производ. Практично се примењују у индустрији козметичких преперата, сапуна, разних пића, слаткиша и др.